# Explotació social
Una explotació social és una relació social asimètrica o desequilibrada, que pot ser acceptada o legitimada pels costums o per les lleis, en la que algunes persones —generalment definides com a membres d'alguna categoria o jerarquia, o que posseïxen un estatus o paper social específic— abusen o utilitzen unes altres en una posició relativa més vulnerable.

## Orígens i evolució del concepte
L'anàlisi sobre la desigualtat social i econòmica, que és l'origen de l'explotació social, comença en un període anterior a la modernitat. Per a Aristòtil era una situació "natural", producte de les diferències entre els éssers humans; per a Jean-Jacques Rousseau, el problema s'origina per la divisió del treball, que origina la pèrdua de l'"estat natural" original".
Les primeres temptatives d'entendre l'explotació com categoria d'anàlisi político-social es troben al pensament utòpic de Babeuf, Robert Owen i Henri de Saint-Simon. Aquestes primeres anàlisis fonamenten l'obra de Karl Marx i Friedrich Engels, els quals van desenvolupar una teoria filosòfica completa sobre la matèria, que molts consideren científica.
Se'n van derivar dues percepcions: la percepció ètica i la percepció econòmica, introduïda per Karl Marx en el marc de l'economia clàssica.

### Explotació a l'economia clàssica
Els economistes clàssics cercaven explicar un fenomen central: l'expansió de la producció econòmica i la caiguda de preus que observaven en aqueix període, l'inici de la Revolució Industrial, el que Marx i d'altres anomenaren capitalisme.
Adam Smith representà això anterior amb el seu cèlebre exemple de la fabricació d'agulles (inspirat en L'Encyclopédie de Diderot i d'Alembert): Segons Smith, el preu d'un monopoli és en cada ocasió el més alt que es pugui aconseguir. El preu natural o el preu de la lliure competència. al contrari, és el més baix que es pugui prendre.
Aqueix mínim és el del cost de producció. D'on prové aqueix guany extra?
La solució, que és òbvia en l'opinió de Smith i Marx, és que algun o alguns dels factors que incideixen en la producció no estan sent o no han estat pagats 
Marx anomena plusvàlua aquesta diferència entre el que els treballadors produeixen i el que reben com a salaris i considera que representa el muntant físic a mida de l'explotació.